# Lee Jae-yong
Lee Jae-yong, hangul: 이재용, hanja: 李在鎔, alternativt Jay Y. Lee som används av västvärlden, född 23 juni 1968, är en amerikanskfödd sydkoreansk företagsledare som är vice styrelseordförande för det multinationella konglomeratet Samsung Group sedan 2012.
Han är son till Samsungs nuvarande styrelseordförande Lee Kun-hee och sonson till Samsungs grundare Lee Byung-chul. Lee avlade en kandidatexamen i Östasiens historia vid Seouls nationella universitet och en master of business administration vid Keiouniversitetet. Den amerikanska ekonomitidskriften Forbes rankar Lee till att vara den tredje rikaste sydkoreanen och världens 239:e rikaste med en förmögenhet på $7 miljarder för den 25 augusti 2017.
Den 25 augusti 2017 dömdes Lee mot sitt nekande till fem års fängelse för grova mutbrott, förskingring och ha undangömt finansiella tillgångar utomlands efter att domstol fann honom skyldig till att bland annat ha mutat den dåvarande sydkoreanska presidenten Park Geun-hye med $36 miljoner, för att gynna Samsung som företag rent finansiellt.